# White Wind (EP)
White Wind es el noveno EP del grupo surcoreano Mamamoo. El EP fue publicado el 14 de marzo de 2019 por Rainbow Bridge World. Contiene siete canciones e incluye el sencillo principal «gogobebe».

## Lista de canciones
| N.º | Título                | Letras                             | Música                   | Duración |  |
| 1.  | «Where R U»           | Moonbyul, Cosmic Girl, COSMICSOUND | Cosmic Girl, COSMICSOUND | 3:08     |  |
| 2.  | «gogobebe» (고고베베) | Kim Do Hoon, Solar, Moonbyul       | Kim Do Hoon, Kim Gun Mo  | 3:15     |  |
| 3.  | «Waggy» (재가 개야)   | Kim Do-hoon, Moonbyul              | Kim Do-hoon              | 3:12     |  |
| 4.  | «25» (Solo de Wheein) | Park Woo-sang, Wheein              | Park Woo-sang            | 3:22     |  |
| 5.  | «Bad Bye»             | Kan Bi Oh, Moonbyul                | Kan Bi Oh, Jeon Da Yoon  | 4:33     |  |
| 6.  | «My Star»             | Moonbyul, Cosmic Girl, COSMICSOUND | Cosmic Girl, COSMICSOUND | 3:11     |  |
| 7.  | «4Season (Outro)»     | Park Woo-sang                      | Park Woo-sang            | 1:22     |  |